# علان
علان منطقة أردنية في مدينة السلط في محافظة البلقاء . تقع إلى الشمال من مدينة السلط على بعد 12.1 كم، أقيمت البلدة فوق سفح يطل شمالاً على ارتفاع 560 – 700 م وتتميز بوجود الينابيع والطبيعة الخلابة حيث تكثر فيها الغابات الحرجية وأشجار الزيتون والمحاصيل الحقلية الموسمية ومن المعطيات الحضارية الموجودة. تقع في علان كلية الاميرة رحمة الجامعية التابعة لجامعة البلقاء التطبيقية .

## التسمية
يقال أن اسم المنطقة ينسب لأمير حكم المنطقة اسمه علان، عقب الفتح الإسلامي، وفي اللغة فأن العلاني هو الظاهر أمره وجمعها علانيون، والعلانية هي الجهر ذكرت المصادر التريخية ان قرية علان كانت تابعة لناحية السلط في القرن السادس عشر، وفي بداية القرن التاسع عشر ذكر بأنها كانت خربة ثـــم ظهرت علان عام 1947 كمركز عمراني متجمع .

## الجغرافيا

### المساحة والسكان
تبلغ مساحة منطقة علان 6.02 كم 2 وبنسبة تقارب 5 % من مساحة بلدية السلط الكبرى أما مساحة التنظيم فيها فتبلغ 2.8 كم 2 وبنسبة 75 % من مساحة المنطقة تأسس مجلس قروي علان عام 1965 م وأصبحت بلدية عام 1974 م بلغ عدد سكانها حوالي 7356نسمة في عام 2019 .

### المناطق
تشمل منطقة علان كل من أم العمد والديرة.  